# Jumelle Okoko
Jumelle Okoko est une joueuse congolaise de handball. Elle joue pour le club Blavozy HB et pour l'équipe nationale de la RD Congo. Elle a représenté la RD Congo au Championnat du monde féminin de handball 2013 en Serbie  où la RD Congo s'est classée 20e. 